# Legio VIIII Hispana
La Legio VIIII Hispana ("dalla Hispania"), talvolta chiamata Legio IX Hispana, fu una Legione romana. Fu ricostituita da Augusto a partire dai Veterani della Legio VIIII di Gaio Giulio Cesare, e scomparve durante il II secolo. Il suo simbolo è sconosciuto.

## Storia

### Riorganizzazione sotto Augusto
Nel 41 a.C., Augusto richiamò in servizio i veterani della Legio VIIII di Gaio Giulio Cesare per fronteggiare la ribellione di Sesto Pompeo (figlio di Gneo Pompeo Magno) in Sicilia. Dopo la sconfitta di quest'ultimo, furono mandati nella provincia di Macedonia. Rimase al fianco di Ottaviano contro Marco Antonio, combattendo nella battaglia navale di Azio (31 a.C.). A questo punto la legione fu mandata in Spagna per partecipare alle guerre cantabriche (29 a.C. - 16 a.C.). Ed è da qui, probabilmente, che prese il suo nome, forse perché si distinse in modo particolare.
È probabile che la legione sia entrata a far parte dell'esercito imperiale sul confine renano per combattere contro le tribù germaniche. Dopo l'abbandono dell'area orientale del Reno, a seguito della disfatta romana nella foresta di Teutoburgo (9 d.C.), la legio VIIII fu acquartierata in Pannonia a Siscia (dove rimase, a parte un breve intervallo, fino al 43).
Sotto Tiberio nel 19 fu trasferita solo temporaneamente dalla Pannonia nella provincia africana per sedare una rivolta tra i Numidi di Tacfarinas, tornando poco dopo (dal 24-25) sul Danubio nella sua base originaria di Siscia, l'odierna Sisak.

### Conquista della Britannia
Nel 43 partecipò all'invasione romana della Britannia, voluta dall'imperatore Claudio e guidata dal Generale di Corpo d’Armata Aulo Plauzio. Sotto il comando di Cesio Nasica, stroncò la prima ribellione di Venuzio della tribù dei Briganti (siamo tra il 52 e il 57, al tempo del governatore Aulo Didio Gallo). La Legio VIIII subì una pesante disfatta al comando di Quinto Petillio Ceriale durante la ribellione della regina Boudica (60-61) e fu per questo rinforzata con nuove Truppe, provenienti dalle province germaniche. L'ultima menzione di questa Legione in Britannia risale al 108, quando costruì una Fortezza nei pressi di Eboracum (moderna York).
Nel 118 la Legione potrebbe aver preso parte alla soppressione di una rivolta tra le tribù caledoni in Scozia.

### Scomparsa
Nel 122 la VIIII Hispana fu sostituita a Eburacum dalla VI Victrix: per lungo tempo il destino della Legio IX a partire da questa data è rimasto ignoto, tanto da far sviluppare leggende riguardo alla sua scomparsa tra gli Scoti; negli anni settanta la scoperta di alcune iscrizioni ha dimostrato che la Legione fu trasferita a Noviomagus Batavorum (moderna Nimega nei Paesi Bassi), nella Germania inferiore, dove rimase almeno fino al 131, quando fu nuovamente spostata e inviata, probabilmente, in Oriente.
Si è così ipotizzata la fine di questa Legione: in occasione della rivolta di Bar Kochba in Giudea sotto Adriano (132-135); oppure in Armenia o in Cappadocia poco dopo la morte di Antonino Pio (Lorium, 7 marzo 161) e in seguito alla quale Roma scatenò una controffensiva contro i Parti dal 162; oppure nel corso delle invasioni dei Catti del 162. Di sicuro, la Legione cessò di esistere, al più tardi, agli inizi del regno congiunto di Marco Aurelio e Lucio Vero.

## Riferimenti nella cultura di massa
- Un tempo si credeva, almeno da parte di alcuni storici britannici, che la nona legione fosse scomparsa durante il suo soggiorno in Britannia, presumibilmente distrutta in conflitto dai popoli che abitavano l'attuale Scozia. Questa idea è stata utilizzata nei romanzi L'aquila della IX legione di Rosemary Sutcliff, Legion from the Shadows di Karl Edward Wagner, Red Shift di Alan Garner, Engine City di Ken MacLeod, Warriors of Alavna di N. M. Browne, La IX Legione di Giorgio Cafasso, e anche nel film L'ultima legione. Il romanzo storico fantasy Ghost King di David Gemmell vede la Nona legione intrappolata per quattrocento anni nel Limbo prima di essere liberata da Uther Pendragon.
- La Nona legione è stata trasposta sul grande schermo anche con il film Centurion (2010) del regista Neil Marshall, nella quale i soldati sono determinati ad annientare i Pitti, mentre The Eagle (2011), adattamento del romanzo della Sutcliff diretto da Kevin Macdonald, vede un centurione alla ricerca della verità sulla fine di quella legione.
- Il gruppo musicale tedesco celtic metal Suidakra ha scritto una canzone The IXth Legion che descrive la lotta della legione contro i Pitti. La canzone fa parte dell'album Caledonia, inciso nel 2006.
- La decima puntata della decima stagione della nuova serie televisiva Doctor Who, vede il dodicesimo Dottore alla ricerca della legione decimata da una creatura delle tenebre, liberata dal guardiano che l'avrebbe dovuta tenere prigioniera per frenare l'invasione dei soldati romani nelle terre dei Pitti.